# Jurij Prodan
Jurij Prodan, född 27 januari 1959 i Norilsk, Ryska SFSR, Sovjetunionen, är en ukrainsk politiker och sedan 27 februari 2012 tillförordnad energi- och kolgruveminister i Ukraina och innehade samma ministerpost i Julia Tymosjenkos regering fram till 2010. 
Prodan studerade till kraftverksingenjör i Kiev.